# Jung Soon-won
Jung Soon-won (* 12. Oktober 1973) ist ein ehemaliger südkoreanischer Ringer. Er wurde 1994 Vize-Weltmeister im freien Stil im Halbfliegengewicht.

## Werdegang
Jung Soon-won begann als Jugendlicher 1986 mit dem Ringen. Er konzentrierte sich dabei auf den freien Stil und war Mitglied des Samsung Life Sports Club Seoul. Sein Trainer war You In-tak. Er startete bei einer Größe von 1,60 Metern in der leichtesten Gewichtsklasse des Männerringens, dem Halbfliegengewicht, das zu seiner Zeit ein Gewichtslimit von 48 kg Körpergewicht hatte. Später startete er auch im Fliegengewicht (bis 52 kg bzw. 54 kg Körpergewicht). 
Seine internationale Laufbahn als Ringer begann er im Jahre 1993. Er belegte dabei bei der Asienmeisterschaft in Ulan-Bator im Halbfliegengewicht den 4. Platz. Schon ein Jahr später, 1994, gelang ihm dann bei der Weltmeisterschaft in Istanbul der größte Erfolg in seiner Laufbahn, denn er wurde dort hinter Alexis Vila aus Kuba Vize-Weltmeister.  
1995 wurde Jung Soon-won in Manila auch Asienmeister im Halbfliegengewicht vor Masanori Toita aus Japan und Tümendembereliin Dsüünbajan aus der Mongolei. Bei der Weltmeisterschaft dieses Jahres in Atlanta war er nicht sehr erfolgreich, denn er kam dort nur auf den 13. Platz. Ein Jahr später verpasste er bei den Olympischen Spielen in Atlanta mit einem 5. Platz knapp die Medaillenränge. Er besiegte dort Wladimir Torgowkin, Kirgisistan und Luwsan–Ischiin Sergelenbaatar, Mongolei, verlor gegen Kim Il-ong, Nordkorea und Wugar Orudschow, Russland und siegte noch über Witali Railean aus Moldawien. Im Dezember 1996 gewann er dann bei der Universitäten-Weltmeisterschaft in Teheran im Fliegengewicht mit einem 3. Platz hinter Gholamreza Mohammadi, Iran und Herman Kontojew, Belarus, die Bronzemedaille. 
In den folgenden Jahren gewann er bei den internationalen Meisterschaften keine Medaillen mehr. 1997 belegte er bei der Asienmeisterschaft im Fliegengewicht den 4. Platz. Bei der Weltmeisterschaft 1998 in Teheran kam er im Fliegengewicht mit zwei Siegen und zwei Niederlagen auf den 9. Platz und bei den Asien-Spielen 1998 in Bangkok belegte er noch einmal einen 4. Platz.

## Internationale Erfolge
| Jahr | Platz | Wettbewerb                       | Gewichtsklasse | Ergebnisse |
| 1993 | 4.    | Asienmeisterschaft in Ulan-Bator | Halbfliegen    | hinter Kim Il, Nordkorea, Tserenbaataryn Chosbajar, Mongolei, und Chen Zheng Bin, China |
| 1994 | 2.    | WM in Istanbul                   | Halbfliegen    | hinter Alexis Vila, Kuba, vor Peter Jumschanow, Russland, und Asen Tschetow, Bulgarien |
| 1995 | 1.    | Asienmeisterschaft in Manila     | Halbfliegen    | vor Masanori Toita, Japan, und Tümendembereliin Dsüünbajan, Mongolei |
| 1995 | 13.   | WM in Atlanta                    | Halbfliegen    | Sieger: Wugar Orudschow, Russland, vor Alexis Villa Perdomo |
| 1996 | 5.    | OS in Atlanta                    | Halbfliegen    | nach Siegen über Wladimir Torgowkin, Kirgisistan, und Luwsan–Ischiin Sergelenbaatar, Mongolei, Niederlagen gegen Kim Il-Ong und Wugar Orudijew und einem Sieg über Witali Railean, Moldawien |
| 1996 | 3.    | Universitäten-WM in Teheran      | Fliegen        | hinter Gholamreza Mohammadi, Iran, und Herman Kontojew, Belarus |
| 1997 | 4.    | Asienmeisterschaft               | Fliegen        | hinter Jin Ju-Dong, Nordkorea, Hainiu Ping, China, und Gholamreza Mohammadi |
| 1998 | 9.    | WM in Teheran                    | Fliegen        | nach einer Niederlage gegen Gholamreza Mohammadi, Siegen über Tümendembereliin Dsüünbajan und Wilfredo García, Kuba, und einer Niederlage gegen Amiran Kartanow, Griechenland                |
| 1998 | 4.    | Asien-Spiele in Bangkok          | Fliegen        | hinter Jin Ju-Dong, Behnam Tayebi-Kermani, Iran, und Maulen Mamirow, Kasachstan |

## Erläuterungen
- alle Wettbewerbe im freien Stil
- OS = Olympische Spiele, WM = Weltmeisterschaft
- Halbfliegengewicht, Gewichtsklasse bis 48 kg, Fliegengewicht, bis 1996 bis 52 kg, danach bis 54 kg Körpergewicht